# 田の原温泉
田の原温泉（たのはるおんせん）は、熊本県阿蘇郡南小国町（旧国肥後国）にある温泉。

## 泉質
- 含芒硝重曹炭酸弱食塩泉
  - 源泉温度72℃

## 温泉街
黒川温泉の西側、田の原川沿いに旅館が5軒存在する。
周辺は自然豊かな田園地帯である。
共同浴場は1軒存在していたが、現在は閉鎖
「地獄元湯」と呼ばれる源泉地がある。
蛍が有名で、夏場の夜には幻想的な風景を醸し出す。

## 歴史
開湯は鎌倉時代である。田の原川の川底から湧出しているところを発見したと言われる。また、温泉地からは縄文時代の遺跡も発見されており、古くから人が定住していたとされる。
江戸時代には湯治場として栄え、熊本藩の藩士が効能を評価した文を残している。
男はつらいよの第21作目、「寅次郎わが道をゆく」（1976年公開）が当地の大朗館などで撮影された。
- 昭和39年6月11日 - 厚生省告示第269号により、南小国温泉の一部として黒川温泉、満願寺温泉と共に国民保養温泉地に指定。

## アクセス
公共交通
- JR九州豊肥本線阿蘇駅より九州産交バス杖立温泉行に乗車し「ゆうステーション」下車。小国郷循環バスに乗り換え「バイパス田の原」下車。
- 熊本駅・熊本桜町バスターミナルから九州横断バスに乗車し、「バイパス田の原」下車。
- 西鉄天神高速バスターミナル・博多バスターミナルから高速バス福岡 - 黒川温泉線に乗り換え「バイパス田の原」下車。
  - 「バイパス田の原」から田の原温泉までは徒歩11分（860m）

自家用車
- 九州自動車道熊本インターチェンジより60㎞。
- 大分自動車道日田インターチェンジより42㎞。